# Final de la Copa Colombia 2014
La final de la Copa Colombia 2014 es una serie de partidos de fútbol disputados los días 5 y 12 de noviembre, con el propósito de definir el campeón de la Copa Colombia en su edición 2014, competición que reúne a todos los equipos profesionales del fútbol colombiano —Categoría Primera A y Categoría Primera B—. Esta última fase del torneo será disputada por Santa Fe, quien eliminó en semifinales a Junior de Barranquilla con un global de 1:0, y Deportes Tolima, que triunfó sobre Patriotas.
En los historiales del torneo, el equipo capitalino disputaría por cuarta vez una final de la copa,  luego del subcampeonato de 1951, y los títulos de 1989 y 2009 respectivamente; el equipo llega con una campaña casi perfecta con una sola derrota en toda la competición. Por su parte, el conjunto “pijao” disputará su primera final en la historia del torneo, luego de haber logrado el histórico de acceder a semifinales por primera vez en este mismo.

## Llave
|              | vs. |                       |
| ------------ | --- | --------------------- |
| Santa Fe 0 2 | vs. | Deportes Tolima 2 1 3 |

| 5 de noviembre de 2014, 19:45 | Deportes Tolima                | 2:0 (0:0) | Santa Fe | Estadio Manuel Murillo Toro, Ibagué |                          |
|                               | Noguera 80' (pen.) · Chará 86' | Reporte   |          | Árbitro(s): Luis Sánchez            | Árbitro(s): Luis Sánchez |

| 12 de noviembre de 2014 | Santa Fe              | 2:1 (1:1) | Deportes Tolima | Estadio El Campín, Bogotá    |                              |
|                         | Arias 42' · Cuero 56' | Reporte   | Ibargüen 44'    | Árbitro(s): Gustavo González | Árbitro(s): Gustavo González |

## Estadios
| Bogotá, D. C.     | Tolima, Ibagué              |
| ----------------- | --------------------------- |
| Estadio El Campín | Estadio Manuel Murillo Toro |
| Capacidad: 45.000 | Capacidad: 36.000           |
|                   |                             |

## Camino a la Final
Santa Fe
| 29 de junio                                                            | Fase de grupos Grupo D | Estadio de Techo, Bogotá            | La Equidad       | 1 - 2 | Santa Fe         |
| 2 de julio                                                             | Fase de grupos Grupo D | Estadio El Campín, Bogotá           | Santa Fe         | 2 - 0 | Llaneros         |
| 6 de julio                                                             | Fase de grupos Grupo D | Estadio El Campín, Bogotá           | Millonarios      | 0 - 1 | Santa Fe         |
| 9 de julio                                                             | Fase de grupos Grupo D | Estadio El Campín, Bogotá           | Santa Fe         | 4 - 1 | Expreso Rojo     |
| 16 de julio                                                            | Fase de grupos Grupo D | Estadio El Campín, Bogotá           | Bogotá F. C.     | 1 - 2 | Santa Fe         |
| 30 de julio                                                            | Fase de grupos Grupo D | Estadio El Campín, Bogotá           | Santa Fe         | 3 - 1 | La Equidad       |
| 6 de agosto                                                            | Fase de grupos Grupo D | Villavicencio                       | Llaneros         | 3 - 1 | Santa Fe         |
| 13 de agosto                                                           | Fase de grupos Grupo D | Estadio El Campín, Bogotá           | Santa Fe         | 1 - 0 | Millonarios      |
| 20 de agosto                                                           | Fase de grupos Grupo D | Estadio El Campín, Bogotá           | Expreso Rojo     | 1 - 2 | Santa Fe         |
| 28 de agosto                                                           | Fase de grupos Grupo D | Estadio El Campín, Bogotá           | Santa Fe         | 3 - 1 | Bogotá F. C.     |
| Santa Fe avanzó a octavos de final, primero en su grupo con 27 puntos. |                        |                                     |                  |       |                  |
| 4 de septiembre                                                        | Octavos de final       | Estadio General Santander, Cúcuta   | Cúcuta Deportivo | 1 - 2 | Santa Fe         |
| 19 de septiembre                                                       | Octavos de final       | Estadio El Campín, Bogotá           | Santa Fe         | 2 - 0 | Cúcuta Deportivo |
| Santa Fe avanzó a cuartos de final tras un global de 4-1.              |                        |                                     |                  |       |                  |
| 1 de octubre                                                           | Cuartos de final       | Estadio Centenario, Armenia         | Quindío          | 0 - 2 | Santa Fe         |
| 8 de octubre                                                           | Cuartos de final       | Estadio El Campín, Bogotá           | Santa Fe         | 2 - 2 | Quindío          |
| Santa Fe accedió a semifinales con un resultado global de 4-2.         |                        |                                     |                  |       |                  |
| 22 de octubre                                                          | Semifinales            | Estadio Metropolitano, Barranquilla | Junior           | 0 - 0 | Santa Fe         |
| 30 de octubre                                                          | Semifinales            | Estadio El Campín, Bogotá           | Santa Fe         | 1 - 0 | Junior           |
| Santa Fe avanzó a la Final con un resultado global 1-0.                |                        |                                     |                  |       |                  |

|  |                      |
|  | Triunfo de Santa Fe. |
|  | Empate.              |
|  | Derrota de Santa Fe. |

Deportes tolima
| 29 de junio                                                          | Fase de grupos Grupo F | Estadio de Techo, Bogotá                 | Fortaleza         | 2 - 1 | Tolima            |
| 2 de julio                                                           | Fase de grupos Grupo F | Estadio Guillermo Plazas Alcid, Neiva    | Atlético Huila    | 0 - 2 | Tolima            |
| 6 de julio                                                           | Fase de grupos Grupo F | Estadio Manuel Murillo Toro, Ibagué      | Tolima            | 3 - 0 | Once Caldas       |
| 9 de julio                                                           | Fase de grupos Grupo F | Estadio Manuel Murillo Toro, Ibagué      | Tolima            | 3 - 0 | Pereira           |
| 16 de julio                                                          | Fase de grupos Grupo F | Estadio Manuel Murillo Toro, Ibagué      | Tolima            | 4 - 2 | Deportes Quindío  |
| 30 de julio                                                          | Fase de grupos Grupo F | Estadio Manuel Murillo Toro, Ibagué      | Tolima            | 1 - 0 | Fortaleza         |
| 6 de agosto                                                          | Fase de grupos Grupo F | Estadio Manuel Murillo Toro, Ibagué      | Tolima            | 2 - 1 | Atlético Huila    |
| 13 de agosto                                                         | Fase de grupos Grupo F | Estadio Palogrande, Manizales            | Once Caldas       | 1 - 0 | Tolima            |
| 20 de agosto                                                         | Fase de grupos Grupo F | Estadio Hernán Ramírez Villegas, Pereira | Deportivo Pereira | 3 - 0 | Tolima            |
| 28 de agosto                                                         | Fase de grupos Grupo F | Estadio Centenario, Armenia              | Deportes Quindío  | 1 - 3 | Tolima            |
| Tolima avanzó a octavos de final, primero en su grupo con 21 puntos. |                        |                                          |                   |       |                   |
| 4 de septiembre                                                      | Octavos de final       | Estadio Atanasio Girardot, Medellín      | DIM               | 0 - 1 | Tolima            |
| 17 de septiembre                                                     | Octavos de final       | Estadio Manuel Murillo Toro, Ibagué      | Tolima            | 4 - 2 | DIM               |
| Tolima avanzó a cuartos de final tras un global de 5-2.              |                        |                                          |                   |       |                   |
| 1 de octubre                                                         | Cuartos de final       | Estadio Atanasio Girardot, Medellín      | Atlético Nacional | 2 - 2 | Tolima            |
| 8 de octubre                                                         | Cuartos de final       | Estadio Manuel Murillo Toro, Ibagué      | Tolima            | 2 - 0 | Atlético Nacional |
| Tolima accedió a semifinales con un resultado global de 4-2.         |                        |                                          |                   |       |                   |
| 22 de octubre                                                        | Semifinales            | Estadio La Independencia, Tunja          | Patriotas         | 0 - 0 | Tolima            |
| 30 de octubre                                                        | Semifinales            | Estadio Manuel Murillo Toro, Ibagué      | Tolima            | 2 - 1 | Patriotas         |
| Tolima avanzó a la Final con un resultado global 2-1.                |                        |                                          |                   |       |                   |

|  |                    |
|  | Triunfo de Tolima. |
|  | Empate.            |
|  | Derrota de Tolima. |

## Partidos

### Partido de ida
|            | Guardameta     | Leonardo Burian        |     |  |
|            | Defensa        | Didier Delgado         |     |  |
|            | Defensa        | Julián Quiñones        |     |  |
|            | Defensa        | Davinson Monsalve      |     |  |
|            | Defensa        | Félix Noguera          |     |  |
|            | Centrocampista | Nicolás Palacios       |     |  |
|            | Centrocampista | Wilmar Barrios         |     |  |
|            | Centrocampista | Juan Mahecha           |     |  |
|            | Centrocampista | David Macalister Silva | 68' |  |
|            | Centrocampista | Yimmi Chará            | 89' |  |
|            | Delantero      | Charles Monsalvo       | 73' |  |
| Entrenador | Entrenador     | Alberto Gamero         |     |  |

| 12         | Guardameta     | Camilo Vargas            | Capitán |  |
|            | Defensa        | Yair Arrechea            |         |  |
|            | Defensa        | José Julián de La Cuesta |         |  |
|            | Defensa        | Ricardo Villarraga       |         |  |
|            | Centrocampista | Sergio Otálvaro          |         |  |
|            | Centrocampista | Juan Daniel Roa          |         |  |
|            | Centrocampista | Daniel Torres            |         |  |
|            | Centrocampista | Dairon Mosquera          |         |  |
|            | Centrocampista | Omar Pérez               | 89'     |  |
|            | Delantero      | Wilson Morelo            |         |  |
|            | Delantero      | Jefferson Cuero          | 85'     |  |
| Entrenador | Entrenador     | Gustavo Costas           |         |  |

|  | Delantero      | Andrés Ibargüen | 56' |
|  | Delantero      | Héctor Acuña    | 73' |
|  | Centrocampista | Jhon Hurtado    | 89' |

|  | Delantero      | Michael Rangel        | 85' |
|  | Centrocampista | Darío Rodríguez Parra | 89' |

| .' (pen.) | 80' | Félix Noguera | 1-0 |
| Anotado   | 86' | Yimmi Chará   | 2-0 |

| Amonestado |  | Charles Monsalvo |
| Amonestado |  | Julián Quiñones  |

| Amonestado |  | Daniel Torres |

| Árbitro             | Luis Sánchez        |
| Árbitros asistentes | Bandera de Colombia |
| Árbitros asistentes | Bandera de Colombia |
| Cuarto árbitro      | Bandera de Colombia |

|            | Guardameta     | Leonardo Burian        |     |  |
|            | Defensa        | Didier Delgado         |     |  |
|            | Defensa        | Julián Quiñones        |     |  |
|            | Defensa        | Davinson Monsalve      |     |  |
|            | Defensa        | Félix Noguera          |     |  |
|            | Centrocampista | Nicolás Palacios       |     |  |
|            | Centrocampista | Wilmar Barrios         |     |  |
|            | Centrocampista | Juan Mahecha           |     |  |
|            | Centrocampista | David Macalister Silva | 68' |  |
|            | Centrocampista | Yimmi Chará            | 89' |  |
|            | Delantero      | Charles Monsalvo       | 73' |  |
| Entrenador | Entrenador     | Alberto Gamero         |     |  |

| 12         | Guardameta     | Camilo Vargas            | Capitán |  |
|            | Defensa        | Yair Arrechea            |         |  |
|            | Defensa        | José Julián de La Cuesta |         |  |
|            | Defensa        | Ricardo Villarraga       |         |  |
|            | Centrocampista | Sergio Otálvaro          |         |  |
|            | Centrocampista | Juan Daniel Roa          |         |  |
|            | Centrocampista | Daniel Torres            |         |  |
|            | Centrocampista | Dairon Mosquera          |         |  |
|            | Centrocampista | Omar Pérez               | 89'     |  |
|            | Delantero      | Wilson Morelo            |         |  |
|            | Delantero      | Jefferson Cuero          | 85'     |  |
| Entrenador | Entrenador     | Gustavo Costas           |         |  |

|  | Delantero      | Andrés Ibargüen | 56' |
|  | Delantero      | Héctor Acuña    | 73' |
|  | Centrocampista | Jhon Hurtado    | 89' |

|  | Delantero      | Michael Rangel        | 85' |
|  | Centrocampista | Darío Rodríguez Parra | 89' |

| .' (pen.) | 80' | Félix Noguera | 1-0 |
| Anotado   | 86' | Yimmi Chará   | 2-0 |

| Amonestado |  | Charles Monsalvo |
| Amonestado |  | Julián Quiñones  |

| Amonestado |  | Daniel Torres |

| Árbitro             | Luis Sánchez        |
| Árbitros asistentes | Bandera de Colombia |
| Árbitros asistentes | Bandera de Colombia |
| Cuarto árbitro      | Bandera de Colombia |

### Partido de vuelta
|            | Guardameta     | Ruffay Zapata            |     |
|            | Defensa        | Yerry Mina               |     |
|            | Defensa        | José Julián de La Cuesta | 74' |
|            | Defensa        | Francisco Meza           |     |
|            | Centrocampista | Sergio Otálvaro          | 46' |
|            | Centrocampista | Daniel Torres            |     |
|            | Centrocampista | Luis Manuel Seijas       | 65' |
|            | Centrocampista | Luis Carlos Arias        |     |
|            | Centrocampista | Omar Pérez               |     |
|            | Delantero      | Jefferson Cuero          |     |
|            | Delantero      | Wilder Medina            |     |
| Entrenador | Entrenador     | Gustavo Costas           |     |

|            | Guardameta     | Leonardo Burian             |     |
|            | Defensa        | Didier Delgado              |     |
|            | Defensa        | Davinson Monsalve           |     |
|            | Defensa        | Julián Quiñones             |     |
|            | Defensa        | Félix Noguera               |     |
|            | Centrocampista | Wilmar Barrios              |     |
|            | Centrocampista | Nicolás Palacios            |     |
|            | Centrocampista | Juan Mahecha                |     |
|            | Centrocampista | David Macalister Silva      | 86' |
|            | Delantero      | Andrés Ibargüen             |     |
|            | Delantero      | Wilfrido de La Rosa Mendoza | 71' |
| Entrenador | Entrenador     | Alberto Gamero              |     |

|  | Centrocampista | Juan Daniel Roa | 46' |
|  | Defensa        | Dayron Mosquera | 65' |
|  | Delantero      | Wilson Morelo   | 74' |

|  | Defensa | Marco Pérez     | 71' |
|  | Defensa | Breyner Bonilla | 86' |

| Anotado | 42' | Luis Carlos Arias | 1-0 |
| Anotado | 56' | Jefferson Cuero   | 2-1 |

| Anotado | 44' | Andrés Ibargüen | 1-1 |

| Amonestado | 13' | José Julián de La Cuesta |

| Amonestado | 6'  | Didier Delgado         |
| Amonestado | 24' | Nicolás Palacios       |
| Amonestado | 50' | David Macalister Silva |
| Amonestado | 66' | Félix Noguera          |
| Amonestado | 88' | Leonardo Burián        |
| Expulsado  | 90' | Marco Pérez            |

| Árbitro             | Gustavo Gonzáles    |
| Árbitros asistentes | Bandera de Colombia |
| Árbitros asistentes | Bandera de Colombia |
| Cuarto árbitro      | Bandera de Colombia |

|            | Guardameta     | Ruffay Zapata            |     |
|            | Defensa        | Yerry Mina               |     |
|            | Defensa        | José Julián de La Cuesta | 74' |
|            | Defensa        | Francisco Meza           |     |
|            | Centrocampista | Sergio Otálvaro          | 46' |
|            | Centrocampista | Daniel Torres            |     |
|            | Centrocampista | Luis Manuel Seijas       | 65' |
|            | Centrocampista | Luis Carlos Arias        |     |
|            | Centrocampista | Omar Pérez               |     |
|            | Delantero      | Jefferson Cuero          |     |
|            | Delantero      | Wilder Medina            |     |
| Entrenador | Entrenador     | Gustavo Costas           |     |

|            | Guardameta     | Leonardo Burian             |     |
|            | Defensa        | Didier Delgado              |     |
|            | Defensa        | Davinson Monsalve           |     |
|            | Defensa        | Julián Quiñones             |     |
|            | Defensa        | Félix Noguera               |     |
|            | Centrocampista | Wilmar Barrios              |     |
|            | Centrocampista | Nicolás Palacios            |     |
|            | Centrocampista | Juan Mahecha                |     |
|            | Centrocampista | David Macalister Silva      | 86' |
|            | Delantero      | Andrés Ibargüen             |     |
|            | Delantero      | Wilfrido de La Rosa Mendoza | 71' |
| Entrenador | Entrenador     | Alberto Gamero              |     |

|  | Centrocampista | Juan Daniel Roa | 46' |
|  | Defensa        | Dayron Mosquera | 65' |
|  | Delantero      | Wilson Morelo   | 74' |

|  | Defensa | Marco Pérez     | 71' |
|  | Defensa | Breyner Bonilla | 86' |

| Anotado | 42' | Luis Carlos Arias | 1-0 |
| Anotado | 56' | Jefferson Cuero   | 2-1 |

| Anotado | 44' | Andrés Ibargüen | 1-1 |

| Amonestado | 13' | José Julián de La Cuesta |

| Amonestado | 6'  | Didier Delgado         |
| Amonestado | 24' | Nicolás Palacios       |
| Amonestado | 50' | David Macalister Silva |
| Amonestado | 66' | Félix Noguera          |
| Amonestado | 88' | Leonardo Burián        |
| Expulsado  | 90' | Marco Pérez            |

| Árbitro             | Gustavo Gonzáles    |
| Árbitros asistentes | Bandera de Colombia |
| Árbitros asistentes | Bandera de Colombia |
| Cuarto árbitro      | Bandera de Colombia |

|                                   |
| Campeón Deportes Tolima 1º Título |

## Reacciones
Partido de ida
En el partido de ida, Deportes Tolima toma la ventaja de la llave al ganar 2-0 en condición de local.
Santa Fe a pesar de su campaña envidiable, mostraba un bajo rendimiento futbolístico en los últimos partidos de liga, lo que reflejo en su resultado en los primeros 90 minutos del final.
Diego Costas, DT de Santa fe:
«Si cambiamos la actitud, Santa Fe puede ganar la Copa. Necesitamos corregir varias cosas. Perdimos el partido con dos acciones de pelota parada, que habíamos trabajado bastante. Lamentablemente no se hizo lo que pretendíamos, ese no fue el partido que planificamos»
Deportes Tolima al contrario futbolísticamente se encontraba en un buen momento lo que pudo reflejar en el resultado de ida.
Alberto Gamero, DT de Deportes Tolima:
«El 2-0 no debe relajar al Tolima, creo que se hizo un buen partido, pero no hay nada definido. La serie está abierta y no podemos confiarnos»
Partido de vuelta